# Христо Македонски
Христо Николов, известен и като Македонски или Македончето, е български хайдутин и революционер от националноосвободителното движение във втората половина на XIX век.

## Биография
Роден е през 1834 или 1835 година в село Горни Тодорак, Кукушко (днес Ано Теодораки, Гърция). Баща му се занимава с производство и търговия на платна и памучна прежда, но умира, когато Христо е на около 1 година. Христо Николов учи в гръцкото училище в родното си село, после се присъединява към братята си, поели търговия на бащата. Заедно с другаря си Манол Наков става хайдутин в четата на Стоимен войвода, действаща в Малешево. През 1862 година влиза в Първата българска легия на Георги Раковски в Белград и се сражава с турците при бомбардирането града. След разпускането на легията заминава за Румъния. В 1864 – 1865 година е начело на малка чета, която по поръчение на Раковски обикаля българските земи. По-късно, в периода 1867 – 1868 взема участие и във Втората българска легия, като след като тя е разпусната през пролетта на 1868 година, преминава в Румъния.
По-късно същата година се присъединява към четата на Хаджи Димитър и Стефан Караджа. В битката при Вишоград е убит Георги Чернев, знаменосец на Стефан Караджа, след което Македонски поема знамето. След разбиването на четата край връх Бузлуджа, Македонски с още двама четници (Пенчо Стоянов и Илия Николов) успяват да избегнат турските потерии и преминат почти незабелязано през Габрово, Сопот, Самоков, Рилският манастир, Мелник и Дойран към Атонският полуостров, където намират убежище в Зографския манастир. През пролетта на 1869 година, с помощта на игумена на манастира тримата, заминават през Цариград за Одеса. Оттам Македонски отново се прехвърля в Румъния. За да се защити от арестуване и предаване на турските власти приема имената Христа Николич и Христаки Николау и работи при Стефан Берон. Участва в революционната дейност на българската емиграция и в подготовката на Старозагорското и Априлското въстание.
След срещата им Браила Христо Ботев пише за него в едно свое писмо:
| „ | Като му разказах мисията си и положението на работите, той се разпали дотолкова, щото се реши да пожертвува и ризата си от гърбът. | “ |

В Сръбско-турската война от 1876 година е войвода на чета от 200 български доброволци. Знамето на тази чета е същото това знаме на Стефан Караджа, което Христо Македонски е успял да запази.
То е  ушито през 1866 г., в Браила от Султана Русева. Пазено като рядка светиня и през 1925 г. е предадено от дъщерите на Христо Македонски – Тица и Екатерина на Министерството на войната. Днес това знаме се съхранява в Националния военно-исторически музей.
След Освобождението Христо Македонски живее в Русе, където умира на 5 юли 1916 г.
На неговото име са наречени улици в градовете Русе, Варна и Съединение
Предполага се, че Христо Македонски е прототип на Спиро Македонски, един от героите на повестта на Иван Вазов „Немили-недраги“. Според други историци обаче, характерът и личността на реалния хайдутин не се покриват много с тези на литературния герой, поради което те считат, че Вазов е взел само името и го е дал на един събирателен и доста характерен хъшовски образ.

## Галерия
- „Записките“ на Христо Македонски
- Портрет на войводата
- Знамето на Стефан Караджа
- Филип Чакъров, Христо Македонски и Анго Петрички в 1895 година
- Гробът на Христо Македонски в Пантеона на възрожденците, Русе